# Lilian Jégou
Lilian Jégou, nascido a 20 de janeiro de 1976 em Nantes, é um ciclista francês, profissional entre 2003 e 2010.

## Biografia
Estreiou como profissional com a equipa Crédit Agricole, para depois alinhar pela La Française des Jeux em 2005, onde conseguiria as suas primeiras vitórias.
Em outubro de 2008, correu para as duas proximas temporadas pela equipa Bretagne Armor Lux.
No final da temporada de 2010, pôs fim à sua carreira como ciclista profissional.

## Palmarés
2006
- 1 etapa da Tropicale Amissa Bongo

2007
- 1 etapa da Tropicale Amissa Bongo
- 1 etapa do Tour do Limusino

2008
- Tropicale Amissa Bongo

2010
- 1 etapa do Circuito Montanhês
- Grande Prêmio Cristal Energie

## Resultados nas grandes voltadas
| Carreira        | 2003 | 2004 | 2005 | 2006 | 2007 | 2008 | 2009 | 2010 |
| --------------- | ---- | ---- | ---- | ---- | ---- | ---- | ---- | ---- |
| Giro d'Italia   | -    | -    | 98º  | -    | 75º  | 85º  | -    | -    |
| Tour de France  | Ab.  | -    | -    | -    | 97º  | Ab.  | -    | -    |
| Volta a Espanha | -    | -    | -    | -    | -    | -    | -    | -    |